# Peter Sayer
Peter Anthony Sayer (ur. 2 maja 1955 w Cardiff) – walijski piłkarz występujący na pozycji pomocnika.
W barwach Brighton & Hove Albion rozegrał 17 spotkań w Division One. Zadebiutował w tych rozgrywkach 18 sierpnia 1979 w przegranym 0:4 meczu z Arsenalem. Ponadto zagrał m.in. w 123 meczach i strzelił 20 goli w Division Two.
W reprezentacji Walii zadebiutował 30 marca 1977 w wygranym 3:0 meczu el. do MŚ 1978 z Czechosłowacją. W drużynie narodowej rozegrał siedem spotkań, wszystkie w 1977.